# Bathygobius casamancus
Bathygobius casamancus és una espècie de peix de la família dels gòbids i de l'ordre dels perciformes.

## Morfologia
Els mascles poden assolir els 8,1 cm de longitud total.

## Distribució geogràfica
Es troba des de Dakar (Senegal) fins al sud d'Angola. També és present a Mauritània, Cap Verd i les illes del golf de Guinea.